# ボクスホール・キャバリエ
キャバリエ、キャバリア（Cavalier ）は、ゼネラルモーターズ（GM）のイギリス子会社であるボクスホールがかつて販売していた中型乗用車。同じくGM傘下にあったオペル系車種のバッジエンジニアリングモデルである。

## 初代（1975 - 1981年）

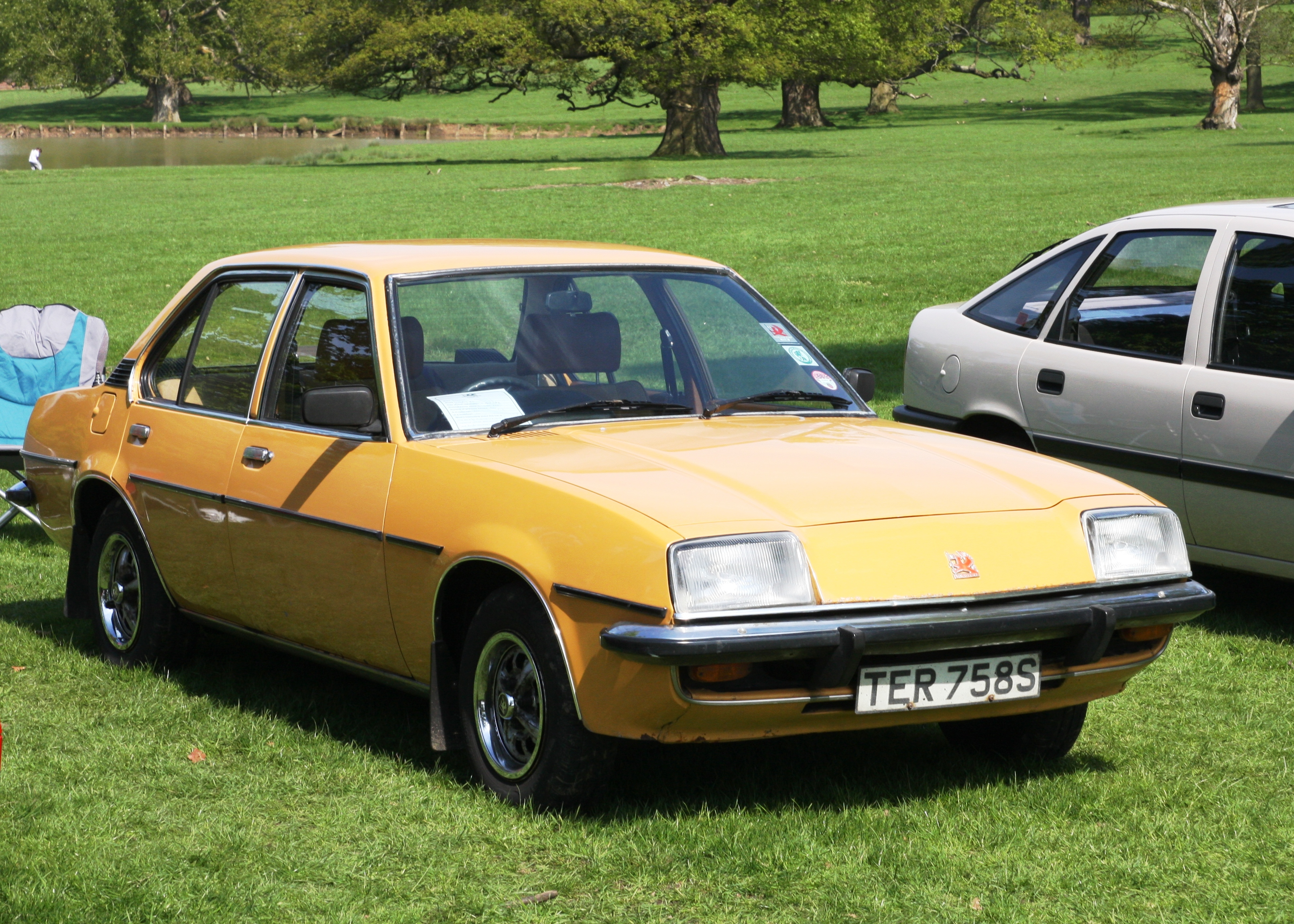
初代 セダン

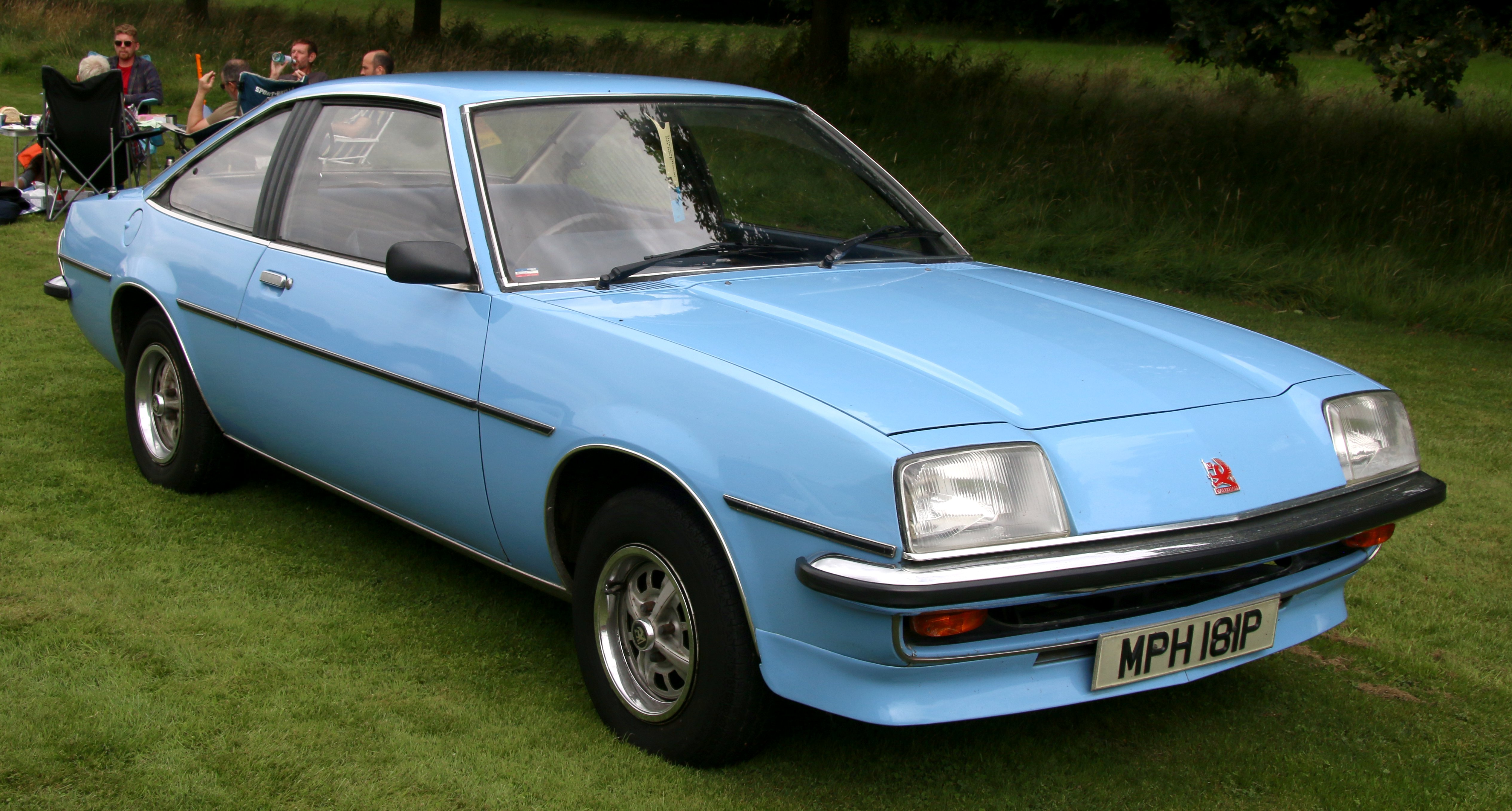
初代 クーペ

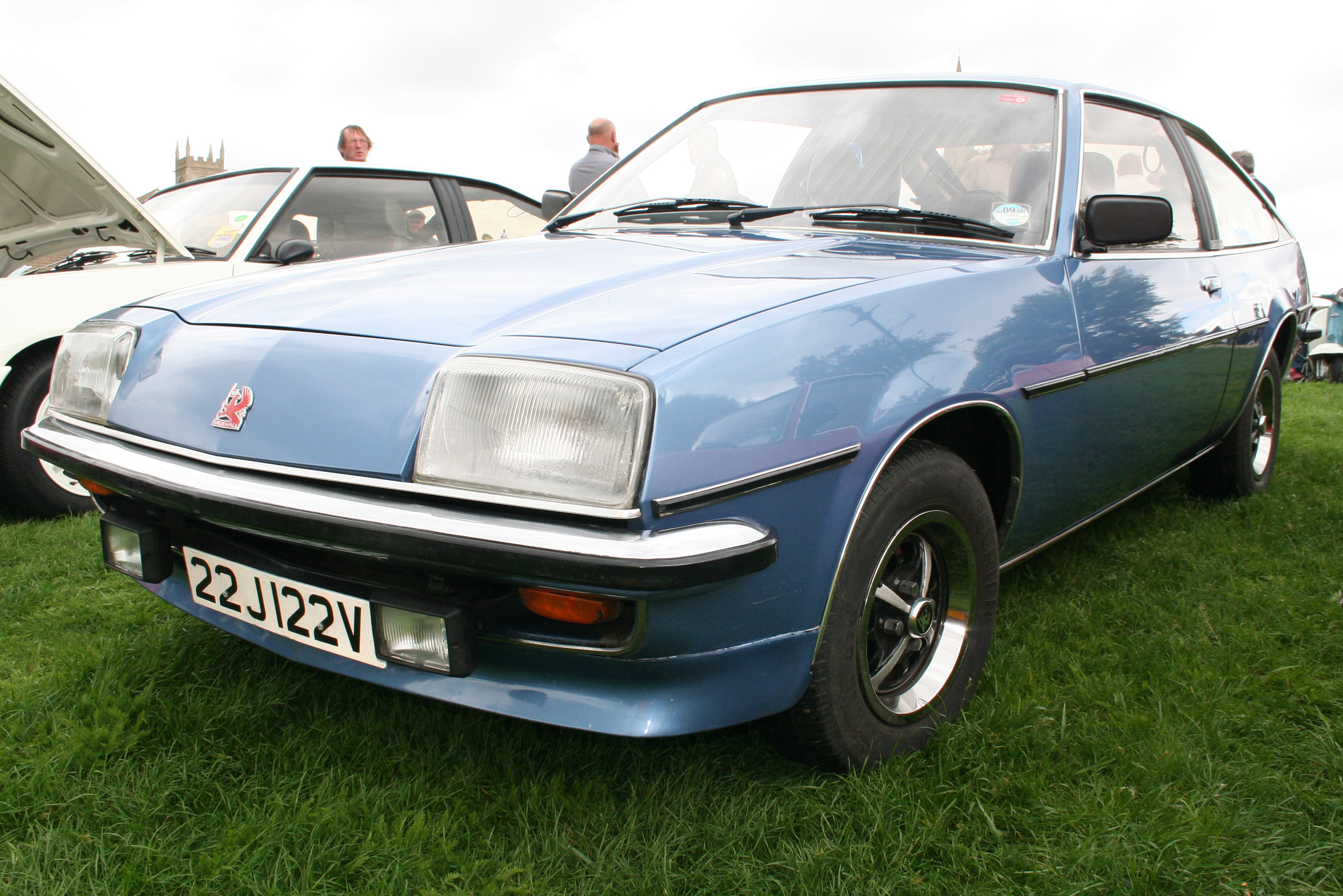
初代 スポーツハッチ

1975年登場。同年8月にモデルチェンジしたオペル・アスコナB/マンタBのボクスホール版にあたる。
ボディタイプは2/4ドアセダン（アスコナベース）、2ドアクーペ（マンタベース）の3種類で、エンジンもアスコナから流用した直列4気筒SOHC1,584cc / 1,897 ccの2種類を搭載。1977年にはビバ用の1,256 ccエンジン搭載モデルが追加され、1,897 ccエンジンは1,979ccエンジンに換装された。1978年にはマンタCCと共通の3ドア「スポーツハッチ」が追加された。
南アフリカではシボレー・シェベア (Chevrolet Chevair) として販売された。

## 2代目（1981 - 1988年）

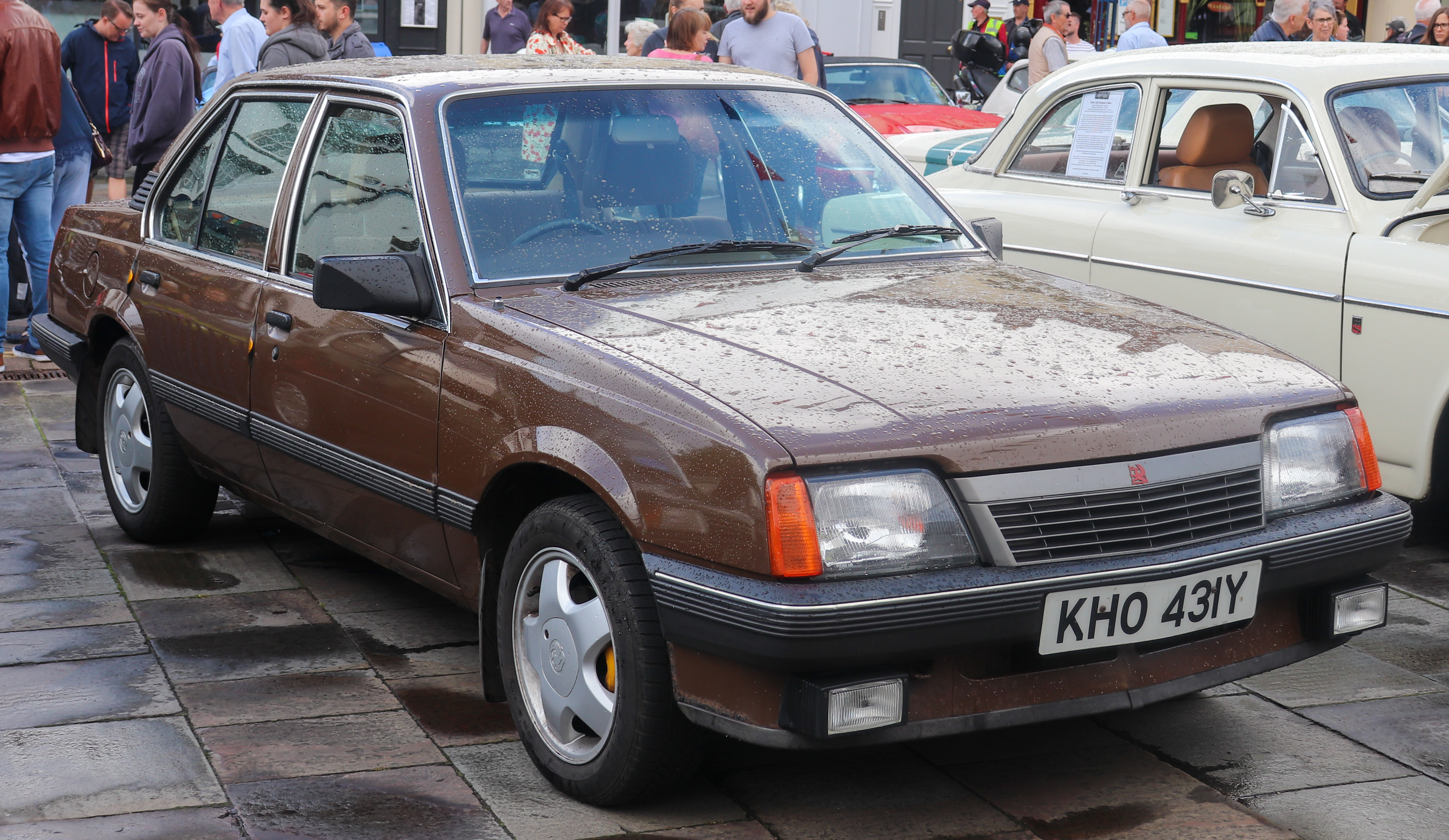
2代目 セダン

1981年登場。GMの世界戦略車「Jカー」の第1弾としてアスコナとともに発表され、姉妹車にいすゞ・アスカ、キャデラック・シマロンなどがある。
ライバルと目されたフォード・シエラよりも数か月先んじてのデビューであり、デザインは先進的なシエラと比較して保守的なものであったが、シエラには当初設定のなかった4ドアセダンが選べたことや、後輪駆動（FR）のシエラに対して前輪駆動（FF）を採用したことで、より実用性に優れたパッケージングを売りとしていた。
ボディは4ドアセダン、5ドアハッチバック、5ドアワゴンの3種類。横置きで搭載されるエンジンはすべて直列4気筒SOHCで、ガソリンは1.3 L/1.6 L/1.8 L/2.0 L、ディーゼルは1.6 Lを設定。ガソリン2.0 Lの4ドアセダンと5ドアハッチバックには、吸気系やインジェクションなどのチューニングで最高出力130PSを発生するスポーティバージョン「SRi130」が設定された。

## 3代目（1988 - 1995年）

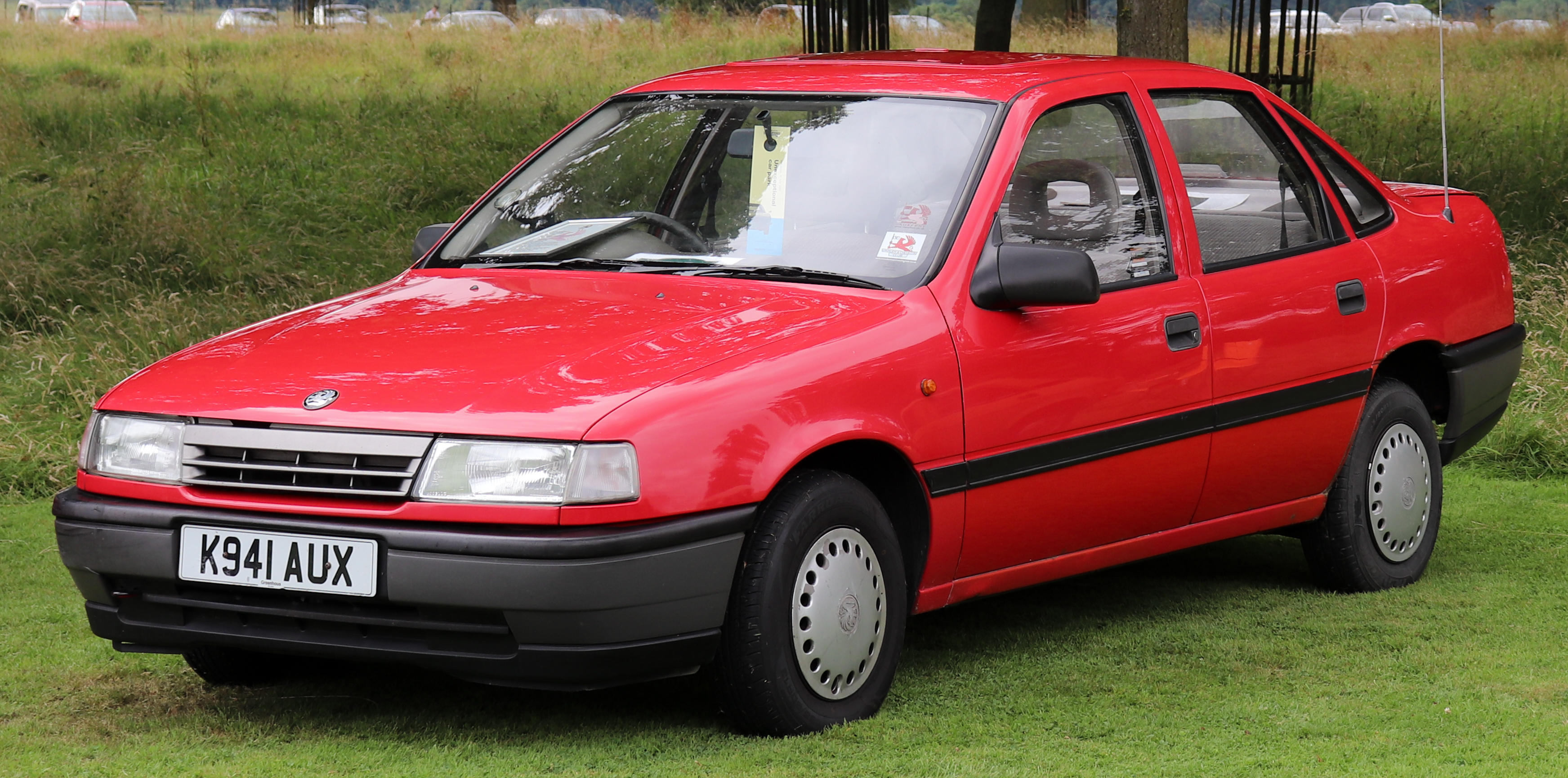
3代目 セダン

1988年登場。オペル版は車名がアスコナCからベクトラAに移行したが、ボクスホール版はキャバリエの名称が継続された。
ボディは4ドアセダン、5ドアハッチバックの2種類。横置きで搭載されるエンジンはすべて直列4気筒SOHCで、ガソリンは1.4 L/1.6 L/1.8 L/2.0 L、ディーゼルは1.7 Lを設定。後に2.5 LのV型6気筒ガソリンエンジンも追加された。駆動方式は前輪駆動（FF）のほか、ビスカスカップリング付のセンターデフを持つフルタイム四輪駆動（4WD）も設定。4WDモデルには、新設計のセミトレーリングアーム式後輪独立懸架が採用された。
GMが当時進めていたオペルとボクスホールの車名統一により、後継のベクトラBではボクスホール版もボクスホール・ベクトラとなり、キャバリエの名称は1995年をもって消滅した。